# Ugo Foscolo
Ugo Foscolo, nascido Niccolò Foscolo (Zacinto, 6 de fevereiro de 1778 – Londres, 10 de setembro de 1827), foi um escritor italiano, revolucionário e poeta.
Ele é especialmente lembrado por seu longo poema de 1807, Dei Sepolcri.

## Juventude
Foscolo nasceu em Zacinto, nas ilhas jônicas, à época sob o domínio da República de Veneza. Seu pai, Andrea Foscolo, era um nobre veneziano empobrecido, e sua mãe, Diamantina Spathis, era etnicamente grega.
Em 1788, com a morte de seu pai, que trabalhava como médico em Spalato (atual Split, Croácia), a família mudou-se para Veneza, e Foscolo concluiu os estudos que começou na escola de gramática dálmata da Universidade de Pádua.
Entre seus professores paduanos estava o Abade Melchiore Cesarotti, cuja versão de Ossian era muito popular na Itália e que influenciou o gosto literário de Foscolo; ele conhecia grego moderno e grego antigo. A sua ambição literária revelou-se no aparecimento, em 1797, da tragédia Tieste - produção que teve algum sucesso.

## Política e poesia
Foscolo, que, por razões desconhecidas, havia mudado seu nome de batismo Niccolò para o de Ugo, agora começa a tomar parte ativa nas tempestuosas discussões políticas que a queda da república de Veneza desencadeou. Ele era um membro proeminente dos comitês nacionais e dirigiu uma ode a Napoleão, esperando que Napoleão derrubasse a oligarquia veneziana e criasse uma república livre.
O Tratado de Campoformio (17 de outubro de 1797) significou o fim definitivo da antiga República de Veneza, que foi dissolvida e dividida pelos franceses e austríacos, deu um choque rude a Foscolo, mas não destruiu totalmente suas esperanças. O estado de espírito produzida por choque que é reflectida no seu romance As últimas letras do Jacopo Ortis (1798), que foi descrito em 1911 pela Enciclopédia Britânica como uma versão mais politizada de Os Werther de Johann Wolfgang von Goethe, "pois o herói de Foscolo incorpora os sofrimentos mentais e suicídio de um patriota italiano não enganado, assim como o herói de Goethe coloca diante de nós a sensibilidade delicada que amarga e finalmente encurta a vida de um estudioso alemão particular."
A história de Foscolo, como a de Goethe, teve um fundamento de fato melancólico. Jacopo Ortis foi uma pessoa real; ele era um jovem estudante de Pádua e cometeu suicídio lá em circunstâncias semelhantes às descritas por Foscolo.
Foscolo, como muitos de seus contemporâneos, havia pensado muito sobre o suicídio. Cato o mais novo dos muitos exemplos clássicos de auto-destruição descrito no Lives de Plutarco apelou para a imaginação de jovens patriotas italianos, como haviam feito na França para as dos heróis e heroínas da Gironde. No caso de Foscolo, como no de Goethe, o efeito produzido na mente do escritor pela composição da obra parece ter sido benéfico. Ele tinha visto o ideal de um grande futuro nacional rudemente despedaçado; mas não se desesperou com seu país e buscou alívio voltando-se agora para contemplar o ideal de um grande poeta nacional.
Após a queda de Veneza, Foscolo mudou-se para Milão, onde fez amizade com o poeta mais velho Giuseppe Parini, de quem mais tarde lembrou com admiração e gratidão. Em Milão, ele publicou uma escolha de 12 Sonetos, onde combina os sentimentos apaixonados mostrados em Ortis com o controle clássico da linguagem e do ritmo.
Ainda na esperança de que seu país fosse libertado por Napoleão, serviu como voluntário no exército francês, participou da batalha de Trebbia e do cerco de Gênova, foi ferido e feito prisioneiro. Quando libertado, ele retornou a Milão, e não deu os últimos retoques à sua Ortis, publicou uma tradução e comentário sobre Calímaco, iniciou uma versão da Ilíada e começou sua tradução de A Sentimental Journey Through França e Itália de Laurence Sterne. Ele também participou de um memorando fracassado com a intenção de apresentar um novo modelo de governo italiano unificado a Napoleão.

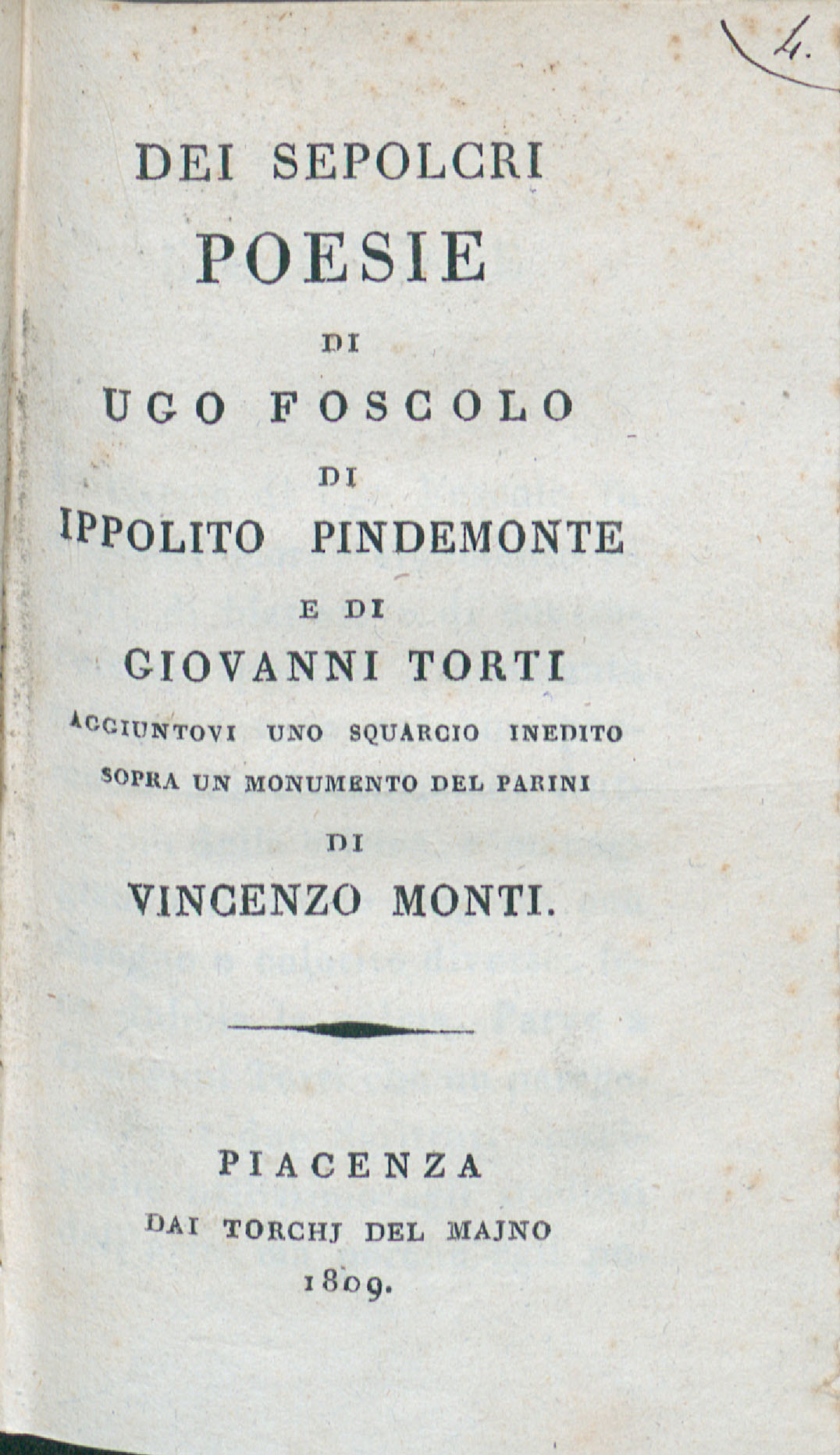
Dei Sepolcri, 1809

Antes de deixar a França em 1806, Foscolo reencontrou Alessandro Manzoni, apenas sete anos mais jovem, em Paris. Manzoni ainda morava aqui na casa de sua mãe Giulia Beccaria. Alguns estudos compararam a produção poética de Foscolo e Manzoni no período de 1801 a 1803, com analogias muito próximas (textual, métrica e biográfica) como em Alla amica risanata, ode a Antonietta Fagnani Arese e Qual su le cinzie cime.
Em 1807, Foscolo escreveu seu Dei Sepolcri, que pode ser descrito como um esforço sublime para buscar refúgio no passado da miséria do presente e das trevas do futuro. Os poderosos mortos são convocados de seus túmulos, como em épocas anteriores nas obras-primas da oratória grega, para travar novamente as batalhas de seu país. A palestra inaugural Sobre a origem e o dever da literatura, proferida por Foscolo em janeiro de 1809 quando nomeado para a cadeira de eloquência italiana em Pavia, foi concebida com o mesmo espírito. Nesta palestra, Foscolo exortou seus jovens conterrâneos a estudar literatura, não em obediência às tradições acadêmicas, mas em sua relação com a vida e o crescimento individual e nacional.

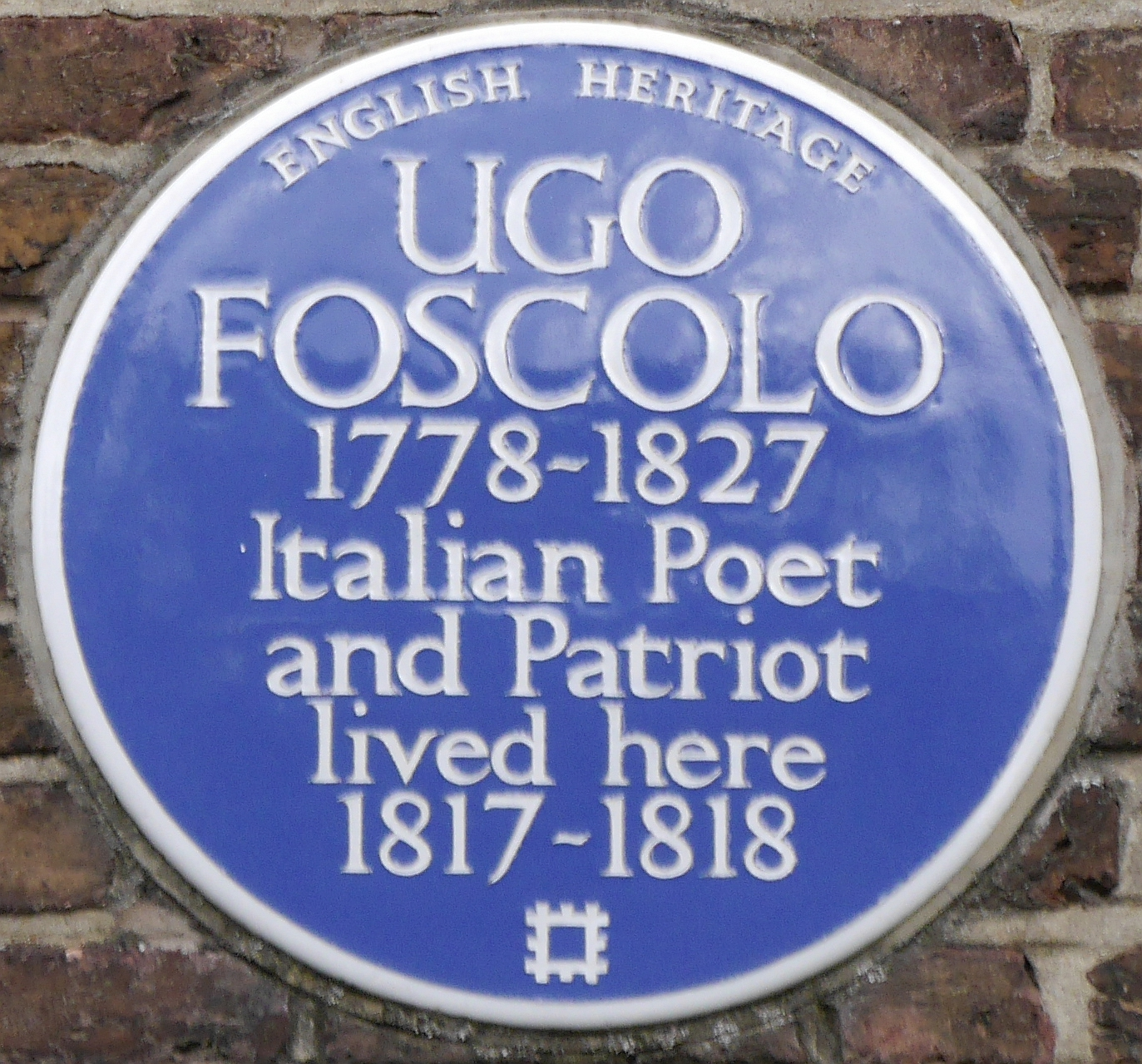
Placa azul na Praça Edwardes

A sensação produzida por essa palestra não teve participação mínima na provocação do decreto de Napoleão, pelo qual a cátedra de eloquência nacional foi abolida em todas as universidades italianas. Pouco depois, a tragédia do Ajax de Foscolo foi apresentada, com pouco sucesso, em Milão, e por causa de suas supostas alusões a Napoleão, ele foi forçado a se mudar de Milão para a Toscana. Os principais frutos de sua estada em Florença são a tragédia de Ricciarda, a Ode às Graças, deixada inacabada, e a conclusão de sua versão da Jornada Sentimental (1813), tendo percorrido grande parte do terreno percorrido por seu personagem principal, o Reverendo Yorick graças ao seu tempo em Boulogne-sur-Meracampamento como parte da força de invasão de Napoleão contra a Grã-Bretanha. Em suas memórias de Didimo Chierico, a quem a versão é dedicada, Foscolo lança muita luz sobre seu próprio personagem. Sua versão de Sterne é uma característica importante de sua história pessoal.
Foscolo voltou a Milão em 1813, até a entrada dos austríacos; de lá, ele passou para a Suíça, onde escreveu uma sátira feroz em latim sobre seus oponentes políticos e literários; e finalmente ele procurou as costas da Inglaterra no final de 1816.

## Londres

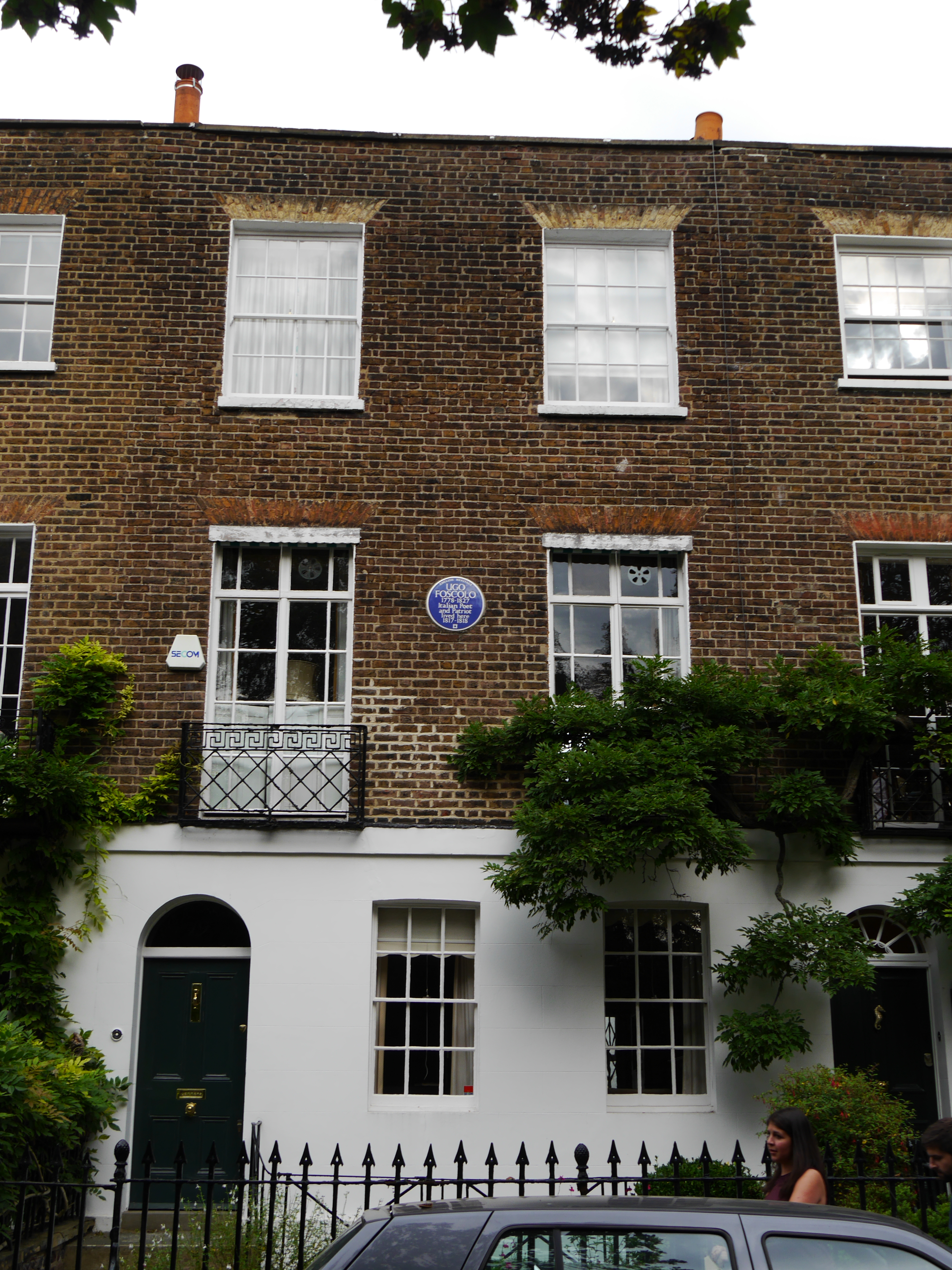
19 Edwardes Square, Londres W8

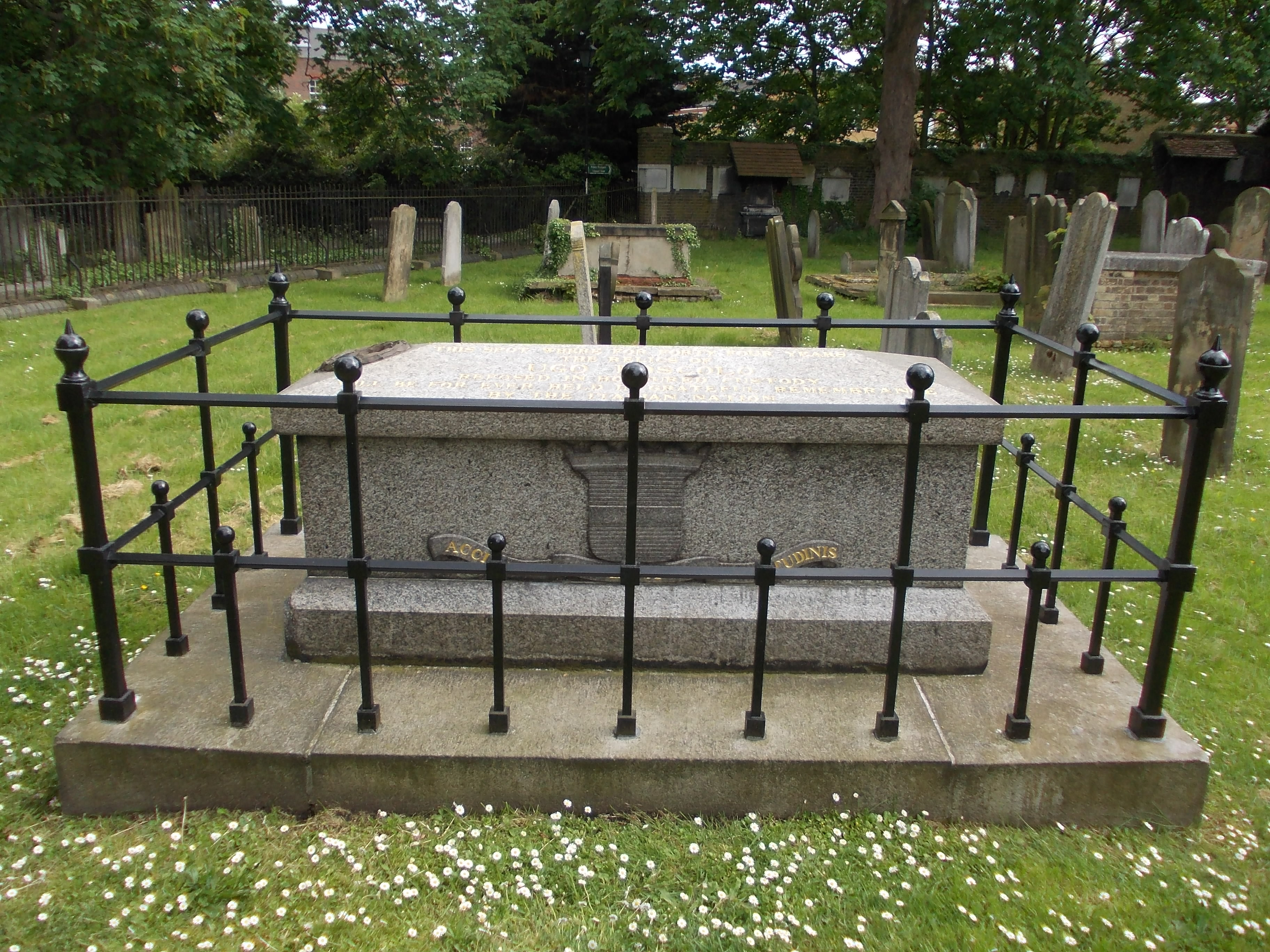
Sua tumba agora vazia no cemitério da Igreja de São Nicolau, Chiswick

Durante os onze anos que Foscolo passou em Londres, até à sua morte aí, gozou de toda a distinção social que os mais brilhantes círculos da capital inglesa podiam conferir aos estrangeiros de renome político e literário, e viveu toda a miséria que se segue a um desconsideração das primeiras condições da economia doméstica.
Suas contribuições para a Edinburgh Review and Quarterly Review, suas dissertações em italiano sobre o texto de Dante Alighieri e Giovanni Boccaccio, e ainda mais seus ensaios em inglês sobre Petrarca, cujo valor foi realçado pelas admiráveis traduções de Barbarina Brand de algumas das obras de Petrarca os melhores sonetos, aumentaram sua fama anterior como Homem de Letras. No entanto, ele foi frequentemente acusado de inaptidão financeira e acabou passando um tempo na prisão de devedores, o que afetou sua posição social após sua libertação.
De acordo com a História do Condado de Middlesex, o cientista e empresário William Allen contratou Foscolo para ensinar italiano na escola Quaker que ele co-fundou, a Newington Academy for Girls.
Sua postura geral na sociedade - conforme relatado por Walter Scott - não tinha sido de molde a ganhar e manter amizades duradouras. Ele morreu em Turnham Green em 10 de setembro de 1827, e enterrado na Igreja de São Nicolau, Chiswick, onde seu túmulo restaurado permanece até hoje; refere-se a ele como o "cidadão poeta cansado", e incorretamente afirma sua idade como 50. Quarenta e quatro anos após sua morte, em 7 de junho de 1871, seus restos mortais foram exumados a pedido do Rei da Itália e levados para Florença, onde com todo o orgulho, pompa e circunstância de um grande luto nacional, encontraram seu lugar de descanso final ao lado dos monumentos de Niccolò Machiavelli e Vittorio Alfieri, Michelangelo e Galileo, na igreja de Santa Croce, o panteão da glória italiana que ele celebrou em Dei Sepolcri.
Conforme observado pela historiadora Lucy Riall, a glorificação de Ugo Foscolo na década de 1870 foi parte do esforço do governo italiano dessa época (bem-sucedido na conclusão da unificação italiana, mas à custa de um confronto frontal com a Igreja Católica) para criar uma galeria de "santos seculares" para competir com os da Igreja e influenciar o sentimento popular em favor do recém-criado Estado italiano.

## Trabalhos

### Poesia
- A Bonaparte liberatore [Para Bonaparte, o libertador] (1797)
- All'amica risanata (1802)
- Alla Musa (1803)
- Alla sera (1803)
- A Zacinto [Para Zakinthos] (1803)
- In morte del fratello Giovanni (1803)
- Dei Sepolcri [Dos sepulcros] (1807)

### Romances
- Ultime lettere di Jacopo Ortis (1802) The Last Letters of Jacopo Ortis
- Il sesto tomo dell' Io (inacabado, sem data)

### Reproduz
- Tieste (1797) [Tiestes]